# 赤松小寅

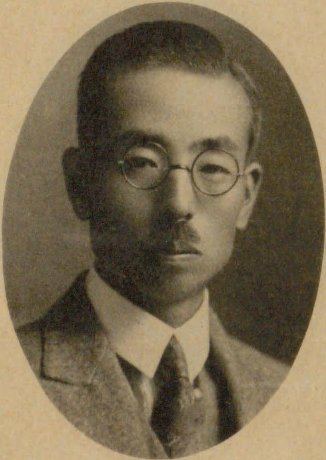
赤松小寅

赤松 小寅（あかまつ ことら、1890年〈明治23年〉4月3日 - 1944年〈昭和19年〉4月25日）は、日本の内務・警察官僚。官選府県知事。

## 経歴
東京府出身、本籍・静岡県。旧幕臣、海軍中将・赤松則良の五男として生まれる。学習院中等学科、同高等学科を経て、1915年2月、京都帝国大学法科大学政治学科を卒業。同年10月、文官高等試験行政科試験に合格。1916年2月、内務省に入り、長崎県工場監督官補として警察部保安課勤務となる。
1917年10月、長崎県属として内務部地方課勤務に転じた。以後、同地方課長心得、長崎県理事官、三重県農商課長、山梨県理事官、内務省社会局事務官・工場監督官などを歴任。
1924年12月、福井県書記官・警察部長に就任。以後、山口県書記官・警察部長、同県内務部長、長崎県内務部長などを歴任。
1931年12月、高知県知事に就任。1932年3月、内務省社会局労働部長に転じ、1937年2月、土木局長となる。同年11月、福岡県知事に発令された。1939年4月、京都府知事となる。1940年4月に京都府知事を辞し退官した。
その他、ジュネーヴで開催された、1923年の第5回国際労働総会と1924年の第6回総会には政府代表委員随員として、1933年の第17回国際労働総会と1935年の第18回総会には政府代表委員として参加した。

## 著作
- 述『退職積立金法案に就て』東京鉄工機械同業組合、1936年。
- 述『退職積立金法案の意義とその内容』労働事情調査所、1936年。

## 親族
- 長兄 赤松範一（実業家、貴族院議員）

## 栄典
- 1940年（昭和15年）8月15日 - 紀元二千六百年祝典記念章[1]